# Municipio de Glass
El municipio de Glass (en inglés: Glass Township) es un municipio ubicado en el condado de Jackson en el estado estadounidense de Arkansas. En el año 2010 tenía una población de 1088 habitantes y una densidad poblacional de 6,1 personas por km².

## Geografía
El municipio de Glass se encuentra ubicado en las coordenadas 35°50′17″N 91°6′42″O / 35.83806, -91.11167. Según la Oficina del Censo de los Estados Unidos, el municipio tiene una superficie total de 178.28 km², de la cual 177,13 km² corresponden a tierra firme y (0,64 %) 1,15 km² es agua.

## Demografía
Según el censo de 2010, había 1088 personas residiendo en el municipio de Glass. La densidad de población era de 6,1 hab./km². De los 1088 habitantes, el municipio de Glass estaba compuesto por el 96,42 % blancos, el 0,74 % eran afroamericanos, el 0,09 % eran amerindios, el 0,64 % eran de otras razas y el 2,11 % eran de una mezcla de razas. Del total de la población el 1,1 % eran hispanos o latinos de cualquier raza.